# Wyatt Crockett
Wyatt William Vogels Crockett (Christchurch, 24 de janeiro de 1983) é um jogador de rugby neozelandês, que joga na posição de forward.

## Carreira
Wyatt Crockett integrou o elenco da Seleção de Rugby Union da Nova Zelândia campeão na Copa do Mundo de Rugby Union de 2015.